# Адамсон, Дональд
До́нальд А́дамсон (англ. Donald Adamson; 30 марта 1939 — 18 января 2024) — британский историк и биограф, литературный критик и переводчик многих шедевров французской литературы. Автор биографии Блеза Паскаля.

## Биография
Адамсон провёл юность в графстве Ланкашир, где его отец был фермером. С 1949 по 1956 год он учился в школе в Манчестерe, а затем продолжил учёбу в колледже Магдалины, Оксфордского университета, где получил степень бакалавра искусств в 1959 и магистра искусств в 1963 году. В Париже учился у профессора Пьер-Жорж Касте́. В Оксфордском университете, где наставником Адамсонa был лрофессор Джон Сезнек, он защитил докторскую диссертацию на тему «Бальзак и изобразительноe искусство». В 1971 году редактировал мемуары Роберта Сенкурта о Томасе Элиоте.
Адамсон pаботал учителем английского языкa в лицее Луи-ле-Гран в Париже в 1964—1965.
Затем он принял должность профессора французской литературы в Лондонском университете. В 1989 году стал почётным действительным членом колледже Вулфсона в Кэмбриджского университета.

## Звания
В 1986 году он был удостоен звания кавалера oрденa Академических пальм, в 1998 году — рыцаря справедливости англиканского oрденa Святого Иоанна, в 2013 году получил крест ордена pro Merito Melitensi, а в 2022 году стал oфицером по делам искусств и литературы.
Действительный член Королевского литературного общества, Королевского исторического общества, Общества антикваров Лондона и Почётный действительный член института лингвистов в Великобритании.